# Fanny Puyesky
Fanny Puyesky (* 23. Juli 1939 in Montevideo, Uruguay; † 15. Oktober 2010) war eine uruguayische Schriftstellerin, Journalistin und Feministin.

## Leben
Puyesky, die von Beruf Rechtsanwältin und dort auf Frauenrechte (Derechos económicos de la mujer) spezialisiert war, wurde als die „erste Feministin Uruguays“ bezeichnet. Ab 1982 war sie zudem als Mitarbeiterin und Kolumnistin für El Correo de los Viernes, Brecha, Aquí und Zeta tätig. Bei Zeta gehörte sie zudem dem Verlagsrat (Consejo Editorial) an. Von 1989 bis 1996 wirkte sie auch bei La República de las Mujeres mit. Des Weiteren war sie beim Radiosender CX 8 Radio Sarandí aktiv. Von 1983 bis 1985 und erneut von 1985 bis 1987 gehörte sie dem Direktorium der Rechtsanwaltskammer (Colegio de Abogados) an.
Puyesky publizierte zahlreich, darunter das in mehrfacher Auflage und 1996 auch auf Portugiesische erschienene Manual para divorciadas. Sie starb 71-jährig an einem zerebralen Aneurysma und wurde auf dem jüdischen Friedhof von La Paz bestattet.

## Veröffentlichungen
- 1980: Manual para divorciadas (weitere Auflagen 1986 und 1994)
- 1984: Contracuentos
- 1985: Poemas de amor y bronca
- 1992: La mujer y su dinero
- 1999: El acoso sexual

## Auszeichnungen
- 1997: Preis des Uruguayischen Bildungs- und Kulturministeriums für die Co-Produktion ihres Werkes Berenice's windows